# Arcibiskupský palác (Neapol)
Arcibiskupský palác je stavba v Neapoli, v Itálii. Je oficiální rezidencí římskokatolického arcibiskupa neapolského. Palác stojí na náměstí Largo Donna Regina jeden blok severně od neapolské katedrály a přímo napříč od kostela Santa Maria Donna Regina Nuova. Spolu s katedrálou tvoří rozlehlý, spojený komplex.
Původní budova byla postavena roku 1389 na přání kardinála Minutola na místě staré raně křesťanské baziliky. Současná stavba byla rozšířena kardinálem Filomarinem v roce 1654. Tato rekonstrukce byla pravděpodobně prací architekta Bonaventuri Prestiho. Zahrnovala i vytvoření malého náměstí mezi palácem a kostelem Donna Regina Nuova. Budova je neobyčejně dlouhá a je nápadná třemi kamennými portály.